# 張江泰之
張江 泰之（はりえ やすゆき、1967年8月18日 - ）は、日本のテレビプロデューサー「株式会社アービング」代表取締役 。1990年にNHK入局し『クローズアップ現代』（NHK G）『NHKスペシャル』（NHK）など担当。2005年フジテレビに入社し、『情報プレゼンターとくダネ!』（フジテレビ）やゴールデン帯の特番などを制作。2015年から『ザ・ノンフィクション』（フジテレビ）のチーフプロデューサーを務めた。2019年6月末で同局を退社、独立。今もなおテレビ業界、テレビ制作者に多大な影響を与えている。中央大学卒業、北海道釧路市出身。

## 来歴
北海道釧路湖陵高等学校、中央大学卒業後、1990年にNHKに入局。北海道の旭川放送局に赴任後、3年という異例の早さで東京へ異動し、報道番組のディレクターとして「クローズアップ現代」や「NHKスペシャル」を担当。2004年に放送した「ＮＨＫスペシャル「調査報告 日本道路公団～借金30兆円・膨張の軌跡～」で、芸術祭優秀賞受賞。同年に放送したNHKスペシャル「イチロー新記録を語る～262安打・心の軌跡～」で、カナダ・バンフテレビ祭のスポーツ部門で最優秀賞を受賞など、数々のドキュメンターで賞を受賞した。
2005年にNHKを退局し、フジテレビ入社。「情報プレゼンターとくダネ!」やゴールデン・プライムタイムの大型番組を担当。2015年には「ザ・ノンフィクション」のチーフプロデューサーを担当し、2017年に放送された「ザ・ノンフィクション『人殺しの息子と呼ばれて』」では、メディアではじめて北九州監禁殺人事件の松永太の息子をインタビュー。前編後編と放送され、昼帯としては異例の視聴率10.0%を記録した。その後も交流を続け、オウム真理教の麻原彰晃こと松本智津夫元死刑囚の刑が執行された際には、「死刑になったね」と連絡がきた。
タレントの小出真保とチャンス大城は「博士と助手 細かすぎて伝わらないモノマネ選手権」で、「ザ・ノンフィクション」のモノマネで優勝した後、張江氏に呼び出され、怒られると思ったそうだが、思い切ってナレーターを志願すると、「逆に宣伝してくれてありがとう」とお礼を言われ、ナレーションの仕事をゲットしたという。2018年5月20日放送「ザ・ノンフィクション『上京それから物語2018』」で当時のHKT48の指原莉乃をナレーターとして起用した際には、レベルの高さに驚いた。また、「サンサーラ」を流すと視聴率が0.5%上がっていたと語る。
他にも有村藍里、坂口杏里、ホストの伯爵ら多くの人物を取り上げた。
2018年には情報制作局情報企画開発センター専任局次長を務めるも、2019年6月にはフジテレビを退社し、動画制作会社Hariver株式会社を設立した。
現在、テレビ番組制作のほか、未来の原石ユーチューバーとこれまでに見たことがない動画ドキュメントを目指し切磋琢磨している。

## 人物
- 『ザ・ノンフィクション』で取り上げる人物として、市井の人がもがき苦しんで、追い込まれているかという事を選ぶ基準としていた[4]。また、放送できるかの基準として3つ「主人公が魅力的であるか」「1時間ドキドキしながら見られるストーリーであるか」「20秒でもいいからエモーショナルに訴えられる瞬間があるか」を掲げていた。番組の担当になる前には長く低迷している枠で、地上波からドキュメンタリーがなくなるという思いから、作品性より視聴率獲得を目指し、見事低迷から救った[10]。
- 2020年2月20日の『雨上がり決死隊のトーク番組 アメトーーク!』（テレビ朝日系列）にて「ザ・ノンフィクション大好き芸人」が放送され、千原ジュニアが「サンサーラの流れるタイミングに命をかけているとディレクターから聞いた」と話していたが、それは紛れもなく張江の事である[11]。また、有吉弘行もラジオ番組『有吉弘行のSUNDAY NIGHT DREAMER』（JFN系列）で度々言及しているほど番組を見ている[12]。
- テーマ曲「サンサーラ」のアーティストの選定にもこだわりがあり、歌手の色が出過ぎるのは内容に影響するということで、あまり世に出ていない城南海、瀬川あやか、宮田悟志、The Super Ballらを積極的に起用し、またイメージが固定する事を危惧して、定期的に歌手を変えていた[13]。
- 無類の酒好きで、ナレーションは酒を飲んで書いていたと『ABEMA的ニュースショー』（ABEMA NEWS）出演時などに語っている。
- YouTube番組『街録ch〜あなたの人生、教えて下さい〜』で、フジテレビを退社した理由の1つとして、社内にある「57歳で役職定年、役職がなくなって減給制度」にあったという。『ザ・ノンフィクション』の担当を外され、デスクワークとして60歳まで会社にいる自分が想像できなかったと回顧する[動 1]。

## 主な担当番組

### NHK時代
- NHKスペシャル
- クローズアップ現代

### フジテレビ時代
- 情報プレゼンター とくダネ!
- 8.12 日航機墜落 30回目の夏　生存者が今明かす“32分間の闘い ”ボイスレコーダーの“新たな声”[14]
- 三億円事件45年目の新証言！最後の告白者
- 東京オリンピックと世紀の大犯罪
- サイエンスミステリー
- ザ・ノンフィクション
- 追跡！平成オンナの大事件

### 独立後
- 松永太の息子（YouTube番組）[動 2]
- THE名門校 日本全国すごい学校名鑑（BSテレ東）
- 日曜THEリアル!「あなたを美しくします! 美容 (ビューティ) ゴッドハンド」（フジテレビ系列）[15]
- 整形GoodDoctor（YouTube番組）[16][動 3]
- TOKYO 1weekストーリー（TOKYO MX）[17][18]

## 出演
- ABEMA的ニュースショー（ABEMA NEWS）
- ABEMA Prime（ABEMA NEWS）
- 街録ch〜あなたの人生、教えて下さい〜（YouTube番組）
  - 「死刑囚の息子から苦情/事件を扱うなら許可を取れ！ザ・ノンフィクション 元チーフプロデューサー張江泰之 さん」[動 4]
  - 「52歳 役職定年 間近で絶対フジテレビを辞めたかった訳…/NHK時代の陰湿なネットいじめ…」[動 1]

## 出版
- 人殺しの息子と呼ばれて（KADOKAWA、2018年7月20日）　ISBN  978-4041067345

### 動画
1. 1 2  52歳 役職定年 間近で絶対フジテレビを辞めたかった訳…/NHK時代の陰湿なネットいじめ… - YouTube（街録ch〜あなたの人生、教えて下さい〜、2020年11月5日公開）2025年4月17日閲覧。
2. ↑  松永太の息子 - YouTubeチャンネル（2019年9月5日 - ）2025年4月17日閲覧。
3. ↑  整形GoodDoctor - YouTubeチャンネル（2021年7月1日 - 2023年4月6日 (最終更新) ）2025年4月17日閲覧。
4. ↑  死刑囚の息子から苦情/事件を扱うなら許可を取れ！ザ・ノンフィクション 元チーフプロデューサー張江泰之 さん - YouTube（街録ch〜あなたの人生、教えて下さい〜、2020年11月4日公開）2025年4月17日閲覧。